# Centralny Akropol

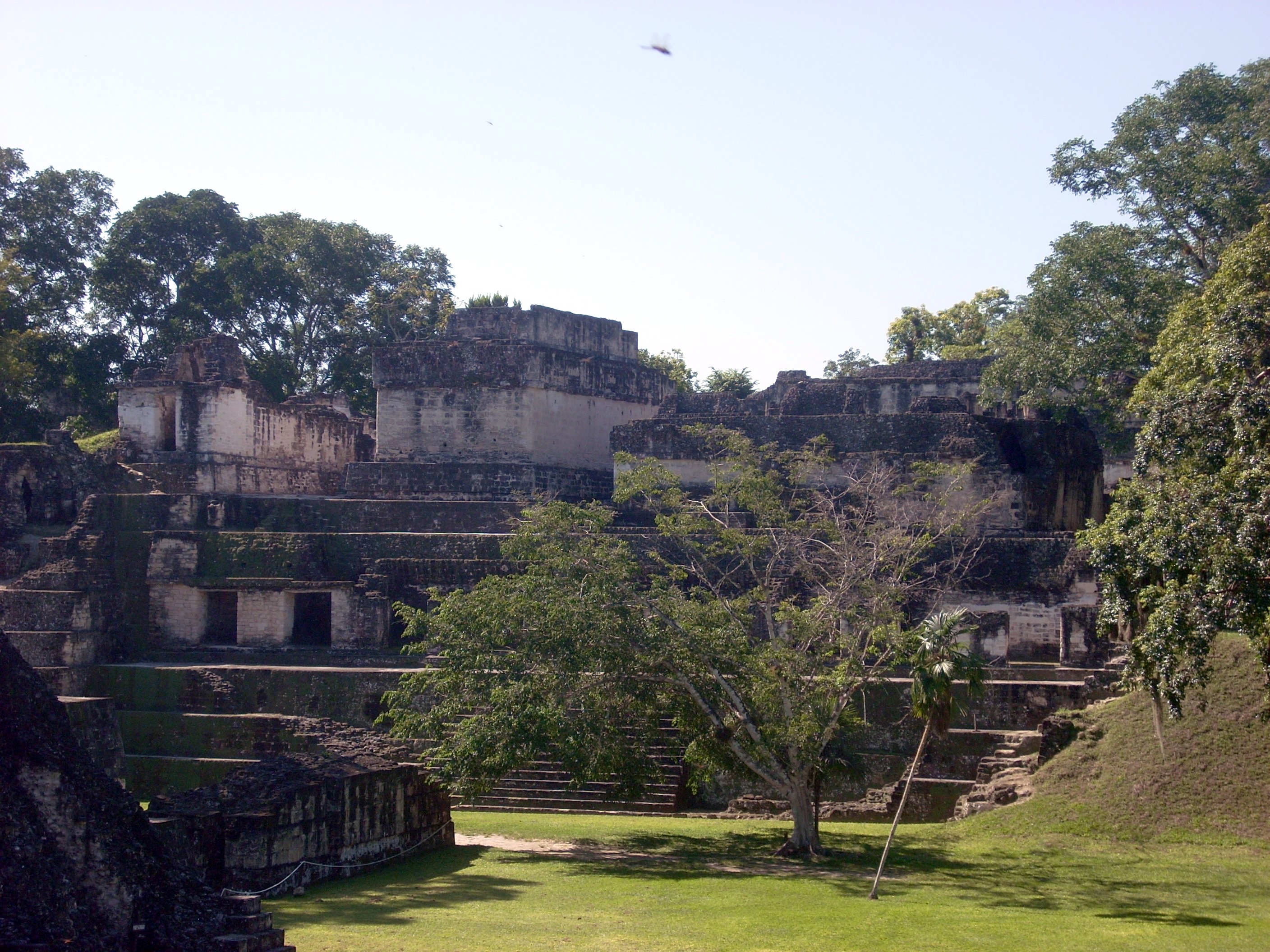
Widok na Centralny Akropol od strony Wielkiego Placu

Centralny Akropol (hiszp. Acrópolis Central) – ruiny kompleksu architektonicznego położonego w majańskim mieście Tikál w północnej Gwatemali.

## Historia
Najwcześniejsze konstrukcje znajdują się w centrum kompleksu i datowane są na okres od 350 roku p.n.e. do 1 roku n.e. Zbudowane były z kamiennych platform z drewnianymi  nadbudówkami, o czym świadczą pozostałości dołów posłupowych. Wczesne budowle znajdujące się w południowej części kompleksu były znacznie niższe, niż później wzniesione konstrukcje i prawdopodobnie zbudowane były na skalnym podłożu. W miarę rozwoju akropolu nałożyła się na nie późniejsza architektura, ale kompleks pozostał w obrębie wcześniej ustalonych granic. Badania wykazały, że funkcjonował on do ok. 950 roku n.e.
W 1911 roku niemiecki badacz Teoberto Maler opublikował opis Centralnego Akropolu, w którym określił go jako labiryntowy, wielopoziomowy kompleks z kilkoma zachowanymi drewnianymi nadprożami, z których jedno zostało wyrzeźbione. Pierwsze wykopaliska podjęto w 1962 roku pod kierownictwem Petera Harrisona i sezonowo trwały one do 1967 roku. W tym czasie zmapowano cały teren i odkopano 25 struktur, gdyż niektóre budowle były pokryte ziemią i porośnięte lasem. Wykopaliska ujawniły, że są to złożone struktury z licznymi pomieszczeniami.

## Opis
Kompleks położony jest w centrum miasta, na północ od niego znajduje się Wielki Plac, Świątynia I i Świątynia II. Na zachodzie Świątynia III, a na południu Świątynia V oraz główny zbiornik wodny w mieście. Akropol służył zarówno celom administracyjnym jak i mieszkalnym . Mieściły się tam również pałace władców Tikal. Naturalne podłoże skalne leżące pod Centralnym Akropolem na wysokości 253 metrów n.p.m. zostało wyrównane i znajduje się kilka metrów powyżej Wielkiego Placu. Natomiast od strony południowej i wschodniej opada stromo w dół .
Kompleks rozwijał się przez okres ponad pięciuset lat, jednak jego rozwój ograniczał się do nadbudowy istniejących budowli, bez poszerzania ustalonych wcześniej granic. Budowle rozmieszczone były wokół sześciu dziedzińców, z których każdy znajdował się na innym poziomie. Wielopoziomowy charakter kompleksu prawdopodobnie był celową decyzją, gdyż przez cały okres jego zasiedlania zarówno układ architektoniczny, jak i poszczególne poziomy czy przejścia między dziedzińcami ulegały zmianie. Dziedzińce otoczone były labiryntową, wielopoziomową architekturą ozdobioną wyszukanymi rzeźbami przedstawiającymi mityczne i historyczne wątki oraz hieroglificznymi tekstami.
W skład kompleksu wchodzi 45 budowli, która położone są na obszarze 1,5 ha . Wykopaliska ujawniły także kilka pochówków, z czego cztery zostały odkryte pod strukturą 5D-46. Pochówki Majów były powszechne pod rezydencjami rodzinnymi, jednak brak takowych pod większością struktur na Centralnym Akropolu wskazuje na to, że większość z nich nie była stałymi budowlami mieszkalnymi. Budowle, które nie posiadały pochówków, prawdopodobnie były tymczasowymi rezydencjami dla kapłanów lub pełniły funkcje szkół lub miejsc obrzędowych.